# Lac Tasialujjuaq
Le lac Tasialujjuaq est un plan d'eau douce du territoire non organisé de Rivière-Koksoak, au Nunavik, dans la région administrative du Nord-du-Québec, au Québec, au Canada.

## Géographie
Les bassins versants voisins du lac Tasialujjuaq sont :
- côté nord : rivière Arnaud ;
- côté est : lac Peters, rivière Brochant, rivière Lefroy, rivière Saint-Fond ;
- côté sud : lac Faribault, lac Tasiataq, rivière aux Feuilles ;
- côté ouest : rivière Arnaud.

Long de 64 km et d'une largeur maximale de six km, le lac Tasialujjuaq couvre une superficie de 162 km2. Ce lac est situé dans la partie nord de péninsule d'Ungava, entre la rivière Arnaud et la rivière aux Feuilles. Ce lac difforme, surtout dans la partie sud, comporte une centaine d'îles, de presqu'îles et de baies.
Ce lac est localisé à une centaine de kilomètres à l'ouest-sud-ouest du village nordique de Kangirsuk. De nombreux lacs innommés alimentent le lac Tasialujjuaq.
L'embouchure de ce lac est situé au nord-est. Son émissaire est la rivière Hamelin qui se dirige vers le nord où elle se déverse sur la rive sud de la rivière Arnaud.

## Toponymie
Le terme "Tasialujjuaq", signifie "le très grand lac" en langue Inuit. Ce terme décrit de façon appropriée cette grande nappe d'eau du Nord-du-Québec. Depuis 1969, cet hydronyme figure sur des documents cartographiques. Avant cette date, la graphie "Tasiaalujjuaq" était en usage. La forme graphique actuelle remonte aux années 1980.
Le toponyme "Lac Tasialujjuaq" a été officialisé le 18 décembre 1986 à la Banque des noms de lieux de la Commission de toponymie du Québec.